# Hemiceras soso
Hemiceras soso är en fjärilsart som beskrevs av Dyar 1908. Hemiceras soso ingår i släktet Hemiceras och familjen tandspinnare. Inga underarter finns listade i Catalogue of Life.